# Mihail Saltaev

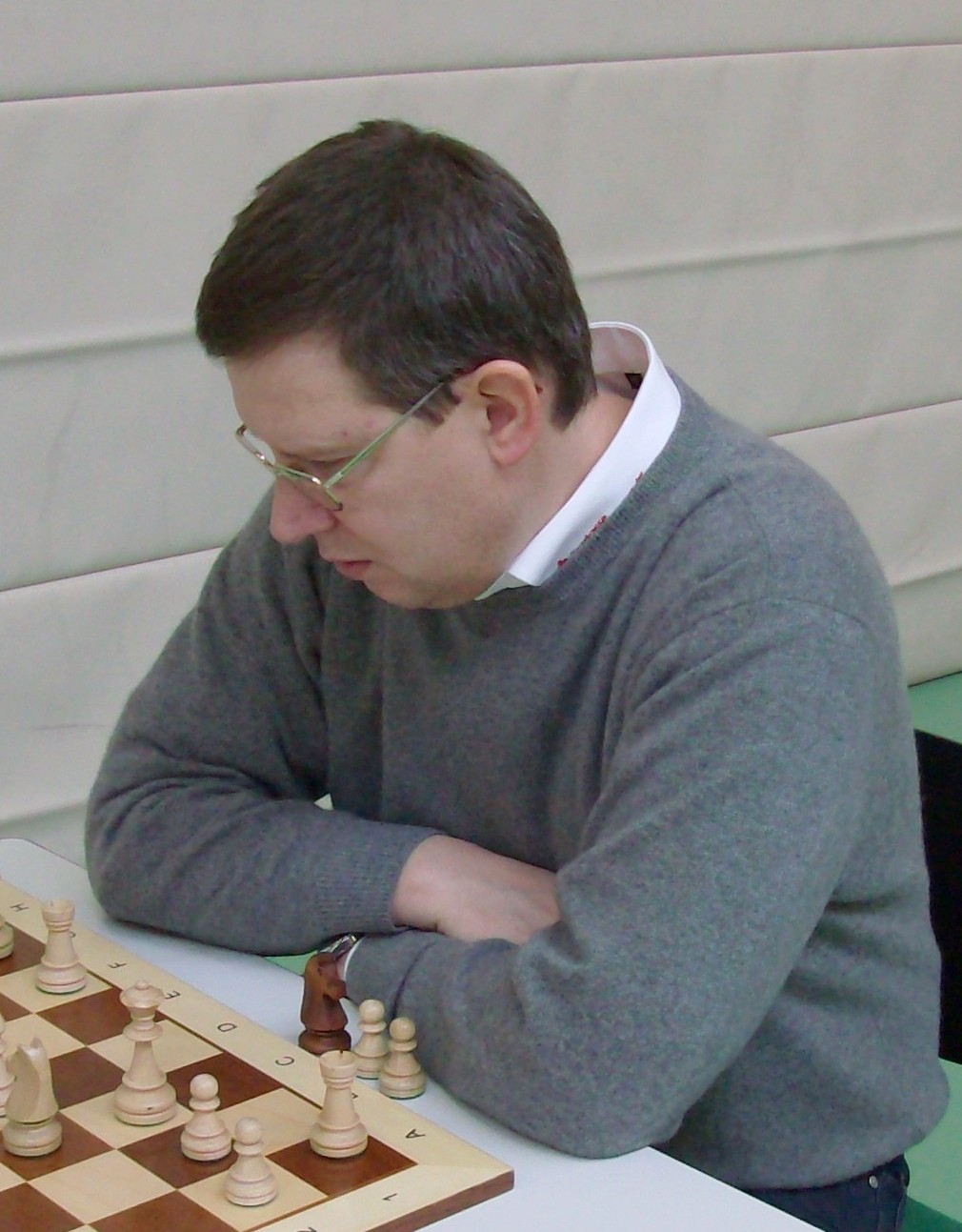
Mihail Saltaev

Mihail Saltaev (19 november 1962) is een Oezbeekse schaker. Hij is sinds 1995 grootmeester (GM).
In 1991, in Azov, won Mihail Saltaev de bronzen medaille met het team van Oezbekistan in het laatste Sovjet-kampioenschap voor schaakteams. Hij won internationale schaaktoernooien in Chemnitz (1990), in Vladivostok (1995), in Moskou (1995, 1996), in Neukloster (2001), in Essen (2002) en in Hamburg (2006). 
In 2007 werd hij gedeeld 6e-9e, met Stefan van Blitterswijk, Edwin van Haastert en Bruno Carlier, op het elfde OGD rapid-toernooi in Delft, dat werd gewonnen door Andrej Orlov.
In 1990 werd hij Internationaal Meester (IM), vijf jaar later werd hij grootmeester.

## Schaakteams
Hij speelde voor Oezbekistan in de volgende Schaakolympiades:
- in 1992, aan het eerste reservebord in de 30e Schaakolympiade in Manilla (+2, =0, -1); het team won de zilveren medaille
- in 1996, aan het eerste bord in de 32e Schaakolympiade in Jerevan (+1, =3, -5),
- in 1998, aan het vierde bord in de 33e Schaakolympiade in Elista (+4, =5, -2).

Mihail Saltaev speelde voor Oezbekistan in het Aziatisch schaakkampioenschap voor landenteams:
- in 1995, aan het derde bord in het 11e Aziatisch kampioenschap voor landenteams in Singapore (+5, =4, -0); het team won de bronzen medaille en hij won een individuele bronzen medaille

## Schaakverenigingen
In Duitsland speelt hij sinds 2004 met SV Mülheim-Nord in de 1e klasse van de Duitse bondscompetitie. In de Nederlandse Meesterklasse speelde hij in seizoen 2004/05 voor HMC Calder, in seizoen 2008/09 voor de Enschedese vereniging ESGOO en van 2010 tot 2015 voor Schaakvereniging Voerendaal, waarmee hij in 2012 kampioen werd. In België speelt Saltaev voor KSK Rochade Eupen-Kelmis, waarvoor hij al eerder speelde van 2003 tot 2011; van 2013 tot 2016 was hij actief voor de KSK 47 Eynatten en werd met deze vereniging in 2014 kampioen van België.